# Selketalstieg
Der Selketalstieg ist ein 74 km langer Wanderweg im Harz. Er beginnt am Bahnhof Stiege der Selketalbahn in Stiege (485 m) und folgt teilweise dem Fluss Selke.
Auf der Strecke liegen die Orte Stiege, Güntersberge, Straßberg (Ortsteil Lindenberg), Silberhütte, Alexisbad, Mägdesprung, Meisdorf, Ballenstedt, Gernrode, Bad Suderode, Quarmbeck und Quedlinburg.
Das Ende des Selketalstiegs befindet sich in der Carl-Ritter-Straße in Quedlinburg (125 m). Höchster Punkt ist die Wasserscheide zwischen Hassel und Selke (500 m) zu Beginn des Weges. Der Wanderweg wurde 2006 vom Harzer Verkehrsverband gegründet. Das zugehörige Wegzeichen zeigt die Silhouette der  Burg Falkenstein in Dunkelrot auf weißem Grund.
Der Weg führt durch abwechslungsreiche Landschaften und zum großen Teil parallel zum Streckennetz der Harzer Schmalspurbahnen.
In Güntersberge zweigt der 14,5 km lange Bode-Selke-Stieg nach Treseburg ab.
Seit 2006 findet jährlich der Ottonenlauf, eine Lauf-, Wander- und Nordic-Walking-Veranstaltung mit Strecken von aktuell 26,1, 45,2 und 69 Kilometern auf dem Selketalstieg statt.
Touristische Informationen zum Wanderweg lassen sich auf der offiziellen Webseite finden.

## Etappen
Auf der offiziellen Webseite werden folgende Etappen vorgeschlagen:
- Etappe 1: Stiege – Alexisbad (26 km, 610 Höhenmeter)
- Etappe 2: Alexisbad – Meisdorf (22 km, 542 Höhenmeter)
- Etappe 3: Meisdorf – Bad Suderode (17 km, 498 Höhenmeter)
- Etappe 4: Bad Suderode – Quedlinburg (9 km, 94 Höhenmeter)